# Table des caractères Unicode/U2D30
Cette page contient des caractères spéciaux ou non latins. S’ils s’affichent mal (▯, ?, etc.), consultez la page d’aide Unicode.
Table des caractères Unicode U+2D30 à U+2D7F.

## Tifinagh
Lettres utilisées pour les écritures tifinagh et néo-tifinagh de langues nord-africaines, variantes des langues berbères (ou tamazight), dont notamment les touarègues.
Le caractère U+2D6F est une lettre modificative indépendante (et non un diacritique) de labialisation, bien qu’elle soit le plus souvent placée après une consonne.

### Table des caractères
| en fr  | 0 | 1 | 2 | 3 | 4 | 5 | 6 | 7 | 8 | 9 | A | B | C | D | E | F |
| U+2D30 | ⴰ | ⴱ | ⴲ | ⴳ | ⴴ | ⴵ | ⴶ | ⴷ | ⴸ | ⴹ | ⴺ | ⴻ | ⴼ | ⴽ | ⴾ | ⴿ |
| U+2D40 | ⵀ | ⵁ | ⵂ | ⵃ | ⵄ | ⵅ | ⵆ | ⵇ | ⵈ | ⵉ | ⵊ | ⵋ | ⵌ | ⵍ | ⵎ | ⵏ |
| U+2D50 | ⵐ | ⵑ | ⵒ | ⵓ | ⵔ | ⵕ | ⵖ | ⵗ | ⵘ | ⵙ | ⵚ | ⵛ | ⵜ | ⵝ | ⵞ | ⵟ |
| ------ | - | - | - | - | - | - | - | - | - | - | - | - | - | - | - | - |
| U+2D60 | ⵠ | ⵡ | ⵢ | ⵣ | ⵤ | ⵥ | ⵦ | ⵧ |   |   |   |   |   |   |   | ⵯ |
| U+2D70 | ⵰ |   |   |   |   |   |   |   |   |   |   |   |   |   |   | ⵿  |